# Boks na Igrzyskach Boliwaryjskich 2013
Boks na igrzyskach boliwaryjskich 2013 – siedemnasta edycja igrzysk boliwaryjskich, na których jedną z kategorii był boks. Boks na tych igrzyskach rozgrywany jest od pierwszej edycji, która odbyła się w 1938. Siedemnasta edycja trwała od 24 do 29 listopada 2013 i miała miejsce w peruwiańskim mieście Chiclayo. Zawody bokserskie rozgrywane były w hali Coliseo del Colegio. Mężczyźni rywalizowali w dziesięciu kategoriach wagowych a kobiety w trzech.

## Medaliści
| Kategoria wagowa                | Złoto             | Srebro               | Brąz                             |
| Waga papierowa (- 49 kg.)       | Yubergen Martínez | Leonel de los Santos | Carlos Quipo Isaac Herrera       |
| Waga musza (- 52 kg.)           | Ceiber Ávila      | Eduard Bermúdez      | Gerardo Valdez Danilo Fernández  |
| Waga kogucia (- 56 kg.)         | Héctor García     | Joel Solis           | David Padilla Yonni Blanco       |
| Waga lekka (- 60 kg.)           | Luis Arcón        | Alfredo Santiago     | Faider Hernändez Jaime Arboleda  |
| Waga lekkopółśrednia (- 64 kg.) | Carlos Adames     | Jonathan Valarezo    | Eduar Marriaga Yoelvis Hernández |
| Waga półśrednia (- 69 kg.)      | Gabriel Maestre   | Carlos Sánchez       | Daniel Muñoz Juver Renteria      |
| Waga średnia (- 75 kg.)         | Jorge Vivas       | Marlon Delgado       | José Alfaro Joan Santos          |
| Waga półciężka (- 81 kg.)       | Carlos Minao      | Juan Carrillo        | Miguel Ugarte Jose Lucar         |
| Waga ciężka (- 91 kg.)          | Julio Castillo    | Miguel Veliz         | Rodrigo Carbajal Alfonso Flores  |
| Waga superciężka (+ 91 kg.)     | José Payares      | Deivis Blanco        | Jorge Quiñonez Rolando Bermudez  |